# Вулиця В'ячеслава Чорновола (Нікополь)
Вулиця В'ячеслава Чорновола — вулиця в місті Нікополь, протяжність 1 км. Пролягає від проспекту Трубників до Херсонської вулиці.

## Перехрестя
- Вулиця Кармелюка
- Вулиця Петра Калнишевського
- Вулиця Михайла Грушевського
- Новосільська вулиця

## Історія
2023 року Нікопольська міська рада перейменувала вулицю Шульгіна на честь Героя України В'ячеслава Чорновола.